# Енцо Янначчі
Енцо Янначчі (іт.Enzo Jannacci) (3 червня 1935 — 29 березня 2013) — італійський співак, композитор, актор і комік. Його творчість була однією з найважливіших на післявоєнній італійській музичній сцені.

## Біографія
Народився Енцо Янначчі в Мілані 3 червня 1935 року. Почав свою музичну кар'єру в 1956 році, ставши клавішником групи «Скелясті гори» (англ. «Rocky Mountains»). 1957 року був клавішником гурту «Rock Boys», лідером якої був Адріано Челентано. У 1958 році, зберігаючи членство у «Rock Boys», створює з Джорджо Ґабером незалежний музичний дует «I due corsari», з яким він зробив свої перші записи. У ці ж роки співпрацював як джазовий піаніст з такими відомими музикантами тої пори, як Стен Гетц, Джеррі Малліган, Чет Бейкер, Бад Пауелл і Франко Черрі, з яким він записав кілька альбомів.

## Дискографія
- 1964 — La Milano di Enzo Jannacci (Jolly LPJ 5037)
- 1965 — Enzo Jannacci in teatro (live Jolly LPJ 5043)
- 1966 — Sei minuti all'alba (Jolly LPJ 5071)
- 1968 — Vengo anch'io. No, tu no (ARC ALPS 11007)
- 1968 — Le canzoni di Enzo Jannacci (Dischi Ricordi MRP 9050; collection of single records and unpublished Ricordi and Tavola Rotonda)
- 1970 — La mia gente (ARC ALPS 11021)
- 1972 — Giorgio Gaber e Enzo Jannacci (Family single records from 1959 to 1960 with Giorgio Gaber)
- 1972 — Jannacci Enzo (RCA Italiana, PSL 10539)
- 1975 — Quelli che… (Ultima Spiaggia, ZLUS 55180)
- 1976 — O vivere o ridere (Ultima Spiaggia, ZLUS 55189)
- 1977 — Secondo te…Che gusto c'è? (Ultima Spiaggia, ZPLS 34027)
- 1979 — Fotoricordo (Ultima Spiaggia, ZPLS 34075)
- 1980 — Ci vuole orecchio (Dischi Ricordi SMRL 6266)
- 1980 — Nuove registrazioni (Dischi Ricordi-Orizzonte ORL 8430)
- 1981 — E allora…Concerto (Dischi Ricordi SMRL 6282)
- 1983 — Discogreve (Dischi Ricordi SMRL 6302)
- 1983 — Ja-Ga Brothers (CGD with Giorgio Gaber)
- 1985 — L'importante (DDD)
- 1987 — Parlare con i limoni (DDD)
- 1989 — Se me lo dicevi prima e altri successi (collection with unpublished too, DDD)
- 1989 — 30 anni senza andare fuori tempo (collection: live, DDD)
- 1991 — Guarda la fotografia (DDD)
- 1994 — I soliti accordi (DDD)
- 1998 — Quando un musicista ride (collection with unpublished too)
- 2001 — Come gli aeroplani
- 2003 — L'uomo a metà
- 2005 — Milano 3.6.2005 (collection)
- 2006 — The Best 2006 (collection with unpublished too)